# Тартинка
Тарти́нка (от фр. tartine — «бутерброд») — русская закуска, изначально представлявшая собой тонкий ломтик хлеба, намазанный сливочным маслом, или маленький бутерброд с маслом, сыром, телятиной. В издании «Полной поваренной книги русской опытной хозяйки» 1875 года знаменитая кулинарка Е. А. Авдеева не делала различий между бутербродами и тартинами и предлагала готовить их «способами весьма простыми, состоящими в намазывании сливочным маслом тонких ломтей белого, ситного и кислосладкого хлеба», чтобы затем прокладывать их ломтиками различных припасов, от языка и солонины до килек, анчоусов и всех сортов сыра.
В современной русской кулинарии под тартинками понимают разновидность преимущественно горячих закусок на поджаренном хлебе, для которых, в отличие от конвенциональных бутербродов, применяются более изысканные кулинарные продукты, чем колбаса или сыр. Тартинки обычно подают в качестве закусок на вечерних приёмах или к чаю или кофе на пирожковых или десертных тарелках. Тартинки готовят на белом и чёрном хлебе, его предварительно обжаривают на растительном или сливочном масле. Для начинки тартинок подходят самые разнообразные рыбные, мясные и овощные продукты, классическими считаются тартинки с мясом, дичью или мозгами. Кулинарные книги рекомендуют для тартинок жареную ветчину с томатами или луком, корейку, сосиски с яичницей-глазуньей, жареную говядину с соусом, горячие котлеты, отварной язык, шницель, запечённую с томатами брынзу, омлет с зелёным луком, отварную, припущенную и жареную рыбу, запечённые морепродукты с яйцом и тёртым сыром, кроме того разнообразные мясные, рыбные и сырные пасты, печёночные паштеты и масляные смеси, а также рыбные и овощные консервы. Перед подачей тартинки обычно прогревают или гратинируют с тёртым сыром в духовом шкафу.
Маленькие бутерброды-тартинки встречаются во многих произведениях русской литературы. В повести «Барышня-крестьянка» А. С. Пушкина мисс Жаксон нарезала тоненькие тартинки на завтрак. В романе «Анна Каренина» Л. Н. Толстого княгиня в наколке с лиловыми лентами раздавала чашки и тартинки, сидя под каштаном у стола, покрытого белой скатертью и уставленного кофейниками, хлебом, маслом, сыром, холодною дичью. В романе «Юнкера» А. И. Куприна тартинки с маслом и сыром подают под красное крымское вино наряду со сладкими сухарями.